# Мир! Дружба! Жуйка!
«Мир! Дружба! Жуйка!» — російський драматичний серіал про життя та дорослішання молоді в 1990-ті роки. Виробництвом проекту займається компанія Good Story Media. Пілотна назва серіалу — «Братство даху».
Теглайн: Тим, хто виріс у 90-ті.
Онлайн-прем'єра першого сезону серіалу відбулася 23 квітня 2020 року на відеоплатформі Premier. Телевізійна прем'єра проекту відбулася на каналі ТНТ 18 травня 2020 року.
30 травня 2020 року на відеоплатформі Premier був розміщений фільм про зйомки другого сезону серіалу.
29 жовтня 2020 року серіал був офіційно продовжений на другий сезон. Прем'єрний показ нових серій стартував 24 травня 2021 року на ТНТ і відеоплатформі Premier. 3 червня 2021 року на каналі ТНТ відбулася прем'єра фільму про серіал «Мир! Дружба! Жуйка!—2».

## Сюжет
У 1993 році підліток Санька Рябінін знайомиться з сусідською дівчиськом Женею, і потрапляє у вир подій «лихих 90-х», які повністю змінюють його життя. Разом з друзями Вовкою та Ілюшею герою потрібно не лише подорослішати, але і розібратися з життєвими пріоритетами.

## Персонаж

### У головних ролях
| Актор                             | Роль                                                                                |
| --------------------------------- | ----------------------------------------------------------------------------------- |
| Єгор Губарєв                      | Санька (Олександр Федорович) Рябінін                                                |
| Єгор Абрамов                      | Вовка (Володимир Михайлович) Лукін                                                  |
| Федір Рощин                       | Іллюша (Ілля, Леголас)                                                              |
| Валентина Ляпіна                  | Женя (Євгенія)                                                                      |
| Юрій Борисов                      | Алік (Олександр Олександрович Волков, Афганець)                                     |
| Ксенія Каталимова                 | Надія Олександрівна Рябініна мати Саньки та Віки, дружина Федора, сестра Аліка      |
| Степан Девонін                    | Федір Іванович Рябінін / Анатолійович Бойко чоловік Надії, батько Саньки та Віки    |
| Артур Бесчастний                  | Віталік (Віталій) Царьов                                                            |
| Сергій Стьопін (3-5, 15-та серії) | Сан Санич (Олександр Олександрович) Волков батько Надії і Аліка, дід Саньки та Віки |
| Лариса Удовиченко (з 10-ї серії)  | Ганна Пилипівна мати Федора, бабуся Саньки і Вікі                                   |
| Олександр Половцев (з 10-ї серії) | Толік (Анатолій) Бойко чоловік Ганни, батько Федора, дід Саньки та Віки             |

### У ролях
| Актор                               | Роль                                               |
| ----------------------------------- | -------------------------------------------------- |
| Микита Павленко                     | Вітя (Віктор Миколайович)                          |
| Надія Іванова                       | Іра дівчина Віті                                   |
| Єлизавета Лотова                    | Ірина мама Жені                                    |
| Михайло Орлов                       | Михайло батько Вовки                               |
| Ангеліна Стречин (1-6, 11-та серії) | Ельза дівчина Аліка                                |
| Дарина Гущина                       | Віка молодша сестра Саньки                         |
| Зураб Кіпшидзе (1 сезон)            | Зураб Нотарович кримінальний авторитет             |
| Тамір Сікоєв (1-й сезон)            | Тимур племінник Зураба                             |
| Дарина Урсуляк (1-й сезон)          | Таня бібліотекар                                   |
| Аскар Нігамедзянов (1-й сезон)      | Циган                                              |
| Марина Бауер (1-й сезон)            | бабуся Іллюші                                      |
| Олексій Маклаков (1-й сезон)        | Юрій Поліектович декан                             |
| Анатолій Журавльов (2-й сезон)      | Дмитро Васильович директор заводу, тато Галадріель |
| Поліна Гухман (2-й сезон)           | Мала гімнастка, кохана Вовки                       |
| Ксенія Трейстер (2-й сезон)         | Галадріель (Галя) кохана Іллюші                    |
| Георгій Ратішвілі (2-й сезон)       | Бесо Зурабович син Зураба                          |
| Ігор Вєтров (2-й сезон)             | Демид патологоанатом                               |
| Дарина Ковалевська (2-й сезон)      | Марина дружина Дмитра, мачуха Галадріель           |

## Серія
| Сезон | Сезон | Серія           | Період трансляції          |
| ----- | ----- | --------------- | -------------------------- |
|       | 1     | 1-8 (8 серій)   | 23 квітня — 28 травня 2020 |
|       | 2     | 9-16 (8 серій)  | 24 травня — 3 червня 2021  |
|       | 3     | 17—24 (8 серій) | 4 травня — 15 червня 2023  |

### Сезон 1
| № серії | Прем'єра   | Опис |
| ------- | ---------- | --- |
| 1       | 23.04.2020 | 1993 рік. 14-річний Санька Рябінін живе звичайним підлітковим життям-шукає пригод — намагається захиститися від хуліганів на районі, не хоче ходити до музичної школи, не знає, як подружитися з дівчатками і з кого з дорослих брати приклад. З одного боку — чесна, але бідна сім'я з мамою-продавчинею і татом-доцентом, а з іншого — небезпечний світ афганського ветерана дядька Аліка. А тут ще й дівчинка Женя, знайомство з якою запускає низку незворотних подій, які повністю змінять життя Санька, його сім'ї та друзів Вовки й Ілюші. Санька Рябінін з друзями, тікаючи від банди хуліганів, викрадає і розбиває машину, яка належить головному кримінальному авторитету міста. |
| 2       | 23.04.2020 | Санька готовий поглянути своїм страхам в обличчя! Він відправляється до хуліганів, захопивши з собою пістолет Аліка. |
| 3       | 30.04.2020 | До Рябініних приїхав дід Саньки, який впевнений: його син Алік — герой, який захищає Батьківщину на війні. Надія не хоче миритися з цією несправедливістю. |
| 4       | 07.05.2020 | Від Аліка давно немає звісток, і Сан Санич починає переживати за сина. Санька вирішує будь-що допомогти дідові. |
| 5       | 14.05.2020 | Зураб вважає, що в зникненні його племінника винен Вітя. Якщо Алік не віддасть найкращого друга в руки Зурабу, то афганцям оголосять війну. |
| 6       | 21.05.2020 | Щоб захистити рідних від гніву Зураба, Алік планує полетіти до США. Федір хоче з ним, але Надія ставить ультиматум. Санька робить спробу заробити грошей, щоб піти з друзями на концерт «Агати Крісті». Пізніше він дізнається, що хлопці вирушили на концерт без нього. Від образи Санька бреше дружині, що їде разом зі своїм дядьком до США. |
| 7       | 28.05.2020 | Надія не може пробачити зраду чоловікові. Санька, розчавлений ситуацією в сім'ї, зближується з циганом і його бандою і опускається на дно. |
| 8       | 28.05.2020 | Рябініни постають перед важким вибором. Чи готова Надія стати на шлях обману? Чи готовий Федір відмовитися від своєї мрії? Чи готовий Санька заради помсти вбити людину? |

### Сезон 2
| № серії | Прем'єра   | Опис |
| ------- | ---------- | --- |
| 1 (9)   | 24.05.2021 | Дія серіалу переноситься в 1994 рік. Санька з нетерпінням чекає зустрічі з Женею, яка приїжджає через рік життя в Німеччині. Ілюша розповідає хлопцям про свою нову подругу-Галадріель, доньку директора місцевого заводу, а Вовка про свої пригоди з гімнастками з Палацу спорту. Надія продовжує успішно працювати у «Вітал-ІНВЕСТ» і відмовляється вірити в смерть Аліка. Її чоловік Федір вже рік не працює, затіявши в будинку нескінченний ремонт. |
| 2 (10)  | 25.05.2021 | Санька потайки пробирається до батьківського дому, щоб взяти їжі з холодильника. Натикається на батька, який вмовляє Саньку повернутися додому і каже, що не розуміє навіщо той пішов. Санька розповідає батькові, що бачив, як мама цілується з Віталіком. Алік тим часом живе в будинку у Демида, який «чотири години штопав його» після обстрілу. |
| 3 (11)  | 26.05.2021 | Санька радий зустрічі з дядьком. Він закликає Аліка помститися Віті, але той відмовляється це робити. Санька злиться на Аліка і каже що Вітя повинен бути покараний. Федір просить Надію розірвати всі ділові стосунки з Віталіком, але сам при цьому продовжує сидіти вдома без роботи. |
| 4 (12)  | 27.05.2021 | Алік чатує на Вітю і його новоспечену дружину в під'їзді після весілля. Санька, Вовка та Ілюша йдуть на дискотеку зі своїми дамами. Вітя і афганці придумують схему, як втертися в довіру до директора заводу, який вони хочуть віджати. Для цього вони затіяли напад на його дочку — дівчину Ілюші, яку всі називають Галадріель. |
| 5 (13)  | 31.05.2021 | Санька і Женя приходять до квартири Аліка, щоб подивитися, чи все з ним гаразд. Алік каже, що йому краще. Санька розповідає Аліку про інцидент, що стався на дискотеці. Федору дзвонить Надія і просить прогнати Ганну разом з Толіком. Вона хоче повернутися додому. |
| 6 (14)  | 01.06.2021 | Вітя приходить до Бесо і каже, що з'явився їх спільний ворог. Їм потрібно об'єднатися для боротьби з ним. Він розповідає, що Алік вижив через недбалість охоронця Бесо. Алік тим часом передає Саньку записку, що їде в санаторій. Це бісить Саньку і той біжить додому, щоб розповісти всім, що Алік насправді вижив. |
| 7 (15)  | 02.06.2021 | Алік у машині Віті. Каха-помічник Бесо, надягає на нього наручники. Алік просить про останнє бажання, він хоче морозива. У квартиру Рябініних приходить ріелтор Гена, щоб зробити заміри і підготувати квартиру до продажу. Федір обурюється, він не розуміє, що відбувається. Надія зізнається Федору, що віддала квартиру за борги «Вітал-Інвесту». Федір у нестямі від гніву.                                                                         |
| 8 (16)  | 03.06.2021 | Алік приїжджає на базу афганців, де вже працюють співробітники міліції та швидкої допомоги. Простирадлами накриті тіла колишніх друзів Аліка. Він помічає вдалині Вітю. Вони мовчки дивляться один на одного. Сім'я Рябініних у порожній квартирі, Гена дає їм годину на збори. Санька запитує, де вони тепер будуть жити, ніхто не може йому відповісти.                                                                                                |

## Фільмування
Синопсис проєкту з'явився на початку 2010-х років, але робота над ним стартувала лише в 2018 році.
Вперше про серіал було офіційно оголошено наприкінці серпня 2019 року.
Зйомки першого сезону серіалу проходили в Тулі з 21 липня по 15 жовтня 2019 року.
Прем'єрний показ пілотної серії проекту, що носив на той час назву «Братство даху», відбувся 21 вересня 2019 року в рамках конкурсної програми II фестивалю пілотних та перших серій нових серіалів «Пілот» в Іваново.
На підтримку телепрем'єри серіалу на каналі ТНТ у травні 2020 року графіті-команда «HoodGraff» у Санкт-Петербурзі розмалювала яскравими фарбами стіни в центрі міста. Художники зобразили тамагочі, Полароїд, касету VHS і напис «Мир Дружба жуйка», а на дахах будинків Омськ, Іркутськ і Нижній Новгород з'явилися білі написи «Мир! Дружба! Жуйка!».

## Рейтинг
За даними Mediascope, частка першої серії серіалу за аудиторією 14-44 у день телепрем'єри (23 квітня 2020) на ТНТ склала 13,1 %. У найближчого конкурента-телеканалу СТС — частка в цьому ж слоті становила 8,3 %. За підсумками першого тижня показу серіал закріпив успіх нового кіносеріального слота з часткою 11,9 %.
На думку провідних російських кіно — і телекритиків з різних видань, опублікованому на сайті Кіно-театр.ру, серіал зайняв 4-е місце в списку найкращих російських серіалів 2020 року.
Згідно зі статистикою сервісу Кино.Mail.ru, заснованої на переглядах користувачів та їх оцінках, серіал увійшов до списку найкращих серіалів 2020 року.
За даними пошукових запитів білорусів у Google, проект увійшов до 10-ки найпопулярніших запитів за підсумками 2020 року в категорії «серіал року».
За даними Mediascope, частка першої серії другого сезону серіалу за аудиторією 14-44 у день телепрем'єри (24 травня 2021 року) на ТНТ склала 13,1 %, випередивши найближчих конкурентів — СТС (11,7 %), Перший канал (6,2 %), НТВ (5,3 %).

## Оцінка серіалу
Серіал отримав неоднозначні оцінки критиків і журналістів.
- Маша Токмашева, Кино-театр.ру:

|  | Данина пам'яті часу, на який припала юність членів знімальної групи, напевно замислювалася як вітчизняний варіант «Дивних див» братів Дафферів, фанатів 1980-х, нехай і без містики, але з фокусом саме на дітей і підлітків, а не на дорослих героїв. Але будь-який теплий ламповий проект Netflix на вітчизняному ґрунті перемагає «Бригада». Ось такі справи, як співала популярна в 90-ті співачка Тетяна Буланова. |

- Леонід Кіскаркін, Anews.com:

|  | Серіал "Мир! Дружба! Жуйка!" схожий на кліп співачки Монеточки про те, як в "дев'яності вбивали людей". У когось він викличе сумну посмішку і воскресить у пам'яті спогади про не надто далекої епохи, а хтось буде стукати кулаком по столу і з піною у рота кричати, що все це неправда і дев'яності такими не були. |

- Аліхан Ісрапілов, Film.ru[ru]:

|  | Гучний слоган «Тим, хто виріс в 90-ті» вряди-годи не лукавить - від серіалу точно йокне серце у всіх, хто вижив у «дев'яностих», які у нас, як відомо, або закінчилися в середині нульових, або до цих пір продовжуються. |

- Тетяна Трейстер, InterMedia:

|  | Серіал представляє собою зразок досить якісного кіно, скроєного за світовими стандартами, і подарує тим, хто сумує за дитинством з дев'яностих, значну дозу радості і можливість зануритися в світлі теплі дні, коли сходити в автосервіс було справжньою пригодою, а безстрашність вимірювалося в тому, чи здатний ти взимку лизнути гойдалки. |

- Єгор Москвітін, «Meduza»:

|  | Серіал «Мир! Дружба! Жуйка» пропонує телебаченню, напевно, найрізносторонніший погляд на проблемну епоху |

- Дмитро Шепелєв, «Ігроманія»:

|  | «Мир! Дружба! Жуйка!» може похвалитися відмінним саундтреком і приголомшливими персонажами другого плану. Діти-актори справляються непогано, але їх геть затьмарюють суворий дідусь головного героя і неймовірно харизматичний Алік-афганець. Серіал варто подивитися хоча б заради них. |

- Ілля Легостаєв, «Московский комсомолец»:

|  | Напевно, найцікавіше серіальне висловлювання на тему дев'яностих. |

- «Комсомольская правда»:

|  | Один з найкращих серіалів про підлітків у 90-ті роки. |

## Цікаві факти
Фраза "Мир! Дружба! Жвачка!" з'явилась в 1985 г., коли в СРСР в рамках Міжнародного фестиваля молоді і студентів приїхали іноземна молодь. «Мир. Дружба. Фестиваль», — такий надихаючий слоган зустрічав прибулих гостей. 